# Unione Democratica di Centro
L'Unione Democratica di Centro (UDC, in tedesco Schweizerische Volkspartei, "Partito Popolare Svizzero", SVP; in francese Union Démocratique du Centre, UDC; in romancio Partida Populara Svizra, PPS) è un partito politico svizzero conservatore e populista di destra.
A seguito delle elezioni federali del 2023 si riconferma il partito più rappresentato al Consiglio nazionale. Conta 2 rappresentanti su 7 al Consiglio federale, l'esecutivo della Confederazione.

## Storia
L'UDC è nata nel 1971 dalla fusione tra il Bauern, Gewerbe und Bürgerpartei (BGB, Partito dei Contadini, degli Artigiani e dei Borghesi), presente soprattutto nelle aree rurali di Zurigo e Berna, e di due partiti moderati della Svizzera tedesca. Nella Svizzera francese l'UDC prende spesso il nome di Parti des paysans, artisans et indépendants (PAI). Il BGB aveva partecipato fino al 1929 a vari governi federali. I partiti che hanno dato vita all'UDC si sono sempre caratterizzati come partiti tradizionalisti, molto legati all'indipendenza dei cantoni rispetto allo Stato federale. L'UDC è sempre stata presente in Consiglio federale con un rappresentante fino al 2003 e con due in seguito.
Dal 1979, con l'elezione di Christoph Blocher al Consiglio nazionale, l'UDC ha cominciato a spostarsi sempre più a destra. L'UDC si era sempre caratterizzata come una formazione politica moderatamente conservatrice, attenta a contenere le politiche dei radicali e dei socialisti. Rappresentava la componente rurale ed agricola del Paese, legata all'indipendenza dei corpi sociali intermedi, famiglie e imprese in primis. Con Blocher il partito si è avvicinato alle posizioni liberal-conservatrici.
Nel 1991, l'UDC ottenne l'11% dei voti, saliti al 15% nel 1995. Nel 1999, con il 22,5% l'UDC divenne il primo partito svizzero. Tale primato è stato confermato sia nel 2003 con il 26,7% e 55 seggi che nel 2007 con il 29% e 62 seggi. Il successo del partito ha decretato la fine della formula magica: nel 2003 l'UDC ha preteso il secondo seggio governativo e l'ha ottenuto a scapito dei popolari democratici. Il forte aumento dei consensi per l'UDC è stato dovuto, oltre che alla decisa guida di Blocher, alla chiara posizione conservatrice in politica sociale e liberista in politica economica, ponendosi come antagonista assoluta alla sinistra socialista e sottraendo così consensi agli altri partiti borghesi (PLR e PPD), tradizionalmente più favorevoli a una politica di compromesso. Non solo, l'UDC è riuscita, anche grazie ad una propaganda spesso definita populista e razzista (cf. la campagna delle "pecore nere" nel 2007) e una politica di opposizione alla naturalizzazione degli immigrati, ad essere identificata da una parte della popolazione come baluardo della tradizione elvetica e difensore dei ceti sociali apparentemente più minacciati da una supposta concorrenza degli immigrati.
Rispetto agli altri grandi partiti svizzeri (PLR, PPD e PSS), l'UDC si oppone all'adesione della Svizzera all'Unione europea nel modo più assoluto.
Gli altri partiti della coalizione governativa rinfacciarono, ben presto, all'UDC scarsa collegialità ed esasperazione dei toni del dibattito politico. Tale mancanza di collegialità nell'azione governativa venne additata dal PPD e dal PSS quale causa della non rielezione di Blocher in Consiglio federale alla fine del 2007, sostituito da Eveline Widmer-Schlumpf, appartenente all'ala più moderata del partito. La nuova consigliera federale non venne però accettata dal partito come proprio rappresentante nel governo svizzero. Il gruppo parlamentare UDC fece, pertanto, richiesta di espulsione di Widmer-Schlumpf dal partito. Al rifiuto della sezione cantonale di appartenenza di Widmer-Schlumpf (il Grigioni, poiché il partito nazionale non ha facoltà di espellere i singoli membri), il 17 maggio 2008 il comitato nazionale votò a maggioranza per l'espulsione della sezione cantonale grigionese.
Nel novembre 2008, la sezione dei Grigioni, seguita poi dal altre realtà cantonali, ha dato vita al Partito Borghese Democratico.
In seguito alle dimissioni di Samuel Schmid nel novembre 2008 il comitato centrale dell'UDC, ripensando la strategia di opposizione del partito, decise di proporre un proprio candidato alla sua successione: Ueli Maurer, ex presidente del partito. Maurer è stato eletto dall'Assemblea Federale con un solo voto di scarto sul collega di partito Hansjörg Walter, presidente dell'Unione svizzera dei contadini e preferito da socialisti e democristiani. Walter aveva tra l'altro dato il proprio voto a Maurer.
A partire dal 1º gennaio 2009 Ueli Maurer ha assunto la carica di ministro per il Dipartimento federale della difesa, della protezione della popolazione e dello sport (DDPS).
A partire dal 1º gennaio 2016 Ueli Maurer ha assunto la carica di ministro per il Dipartimento federale delle finanze DFF.
A partire dal 1º gennaio 2016 il Vodese Guy Parmelin ha assunto la carica di ministro per il Dipartimento federale della difesa, della protezione della popolazione e dello sport (DDPS), nuovo eletto in Consiglio Federale dopo le dimissioni di Widmer-Schlumpf.
Il 22 agosto 2020 è una giornata storica per il partito: con la successione del ticinese Marco Chiesa al bernese Albert Rösti alla guida nazionale, l’UDC è presieduta per la prima volta da un politico non proveniente dalla Svizzera tedesca.
Al giorno d’oggi, l’UDC possiede molte sezioni giovanili, tra queste vi sono i Giovani UDC.

## Ideologia
L'UDC è di orientamento legato al conservatorismo nazionale, è stato talvolta accusato di xenofobia e viene spesso indicato come partito di estrema destra.

### Linee politiche
- Conservazione della neutralità. 
  - No all'adesione e alla collaborazione della Svizzera con la NATO.
  - No all'adesione della Svizzera all'Unione europea.
  - Contro l'eccessiva collaborazione con l'ONU.
- Conservazione dell'esercito svizzero nella sua forma tradizionale (esercito di milizie).
  - No alle missioni all'estero (come le missioni di pace).
- Conservazione della democrazia diretta.
- Per il ruolo tradizionale della donna nella società.
- Contro i sussidi pagati alle famiglie per la cura dei figli.
- Contro una politica di asilo politico "mal controllata".
- Contro la naturalizzazione automatica degli stranieri della terza generazione.
- Rafforzamento della sicurezza interna.
- Diminuzione delle tasse e della spesa pubblica.
- Contro i sussidi non determinati.
- Miglioramento della rete autostradale.
- Contro l'abbandono del trasporto individuale per quello pubblico.
- Contro i narcotici (contro la legalizzazione della cannabis).
- Contro le critiche alle politiche della Svizzera durante la Seconda guerra mondiale.

## Presidenti
- 1988-1996: Hans Uhlmann
- 1996-2008: Ueli Maurer
- 2008-2016: Toni Brunner
- 2016-2020: Albert Rösti
- 2020-2024: Marco Chiesa
- Dal 2024: Marcel Dettling

## Risultati elettorali
Dal 1919 quando fu introdotto il sistema elettorale proporzionale per l'elezione del consiglio nazionale, l'Unione Democratica di Centro ha ottenuto i seguenti risultati:
| Anno | %        | Consiglieri nazionali | Consiglieri agli Stati |
| ---- | -------- | --------------------- | ---------------------- |
| 2023 | 27,9%    | 62                    | 6                      |
| 2019 | 25,6%    | 53                    | 6                      |
| 2015 | 29,4%    | 65                    | 5                      |
| 2011 | 26,8%    | 55                    | 5                      |
| 2007 | 29,0 %   | 62                    | 7                      |
| 2003 | 26,7 %   | 55                    | 8                      |
| 1999 | 22,5 %   | 44                    | 7                      |
| 1995 | 14,9 %   | 29                    | 5                      |
| 1991 | 11,9 %   | 25                    | 4                      |
| 1987 | 11,0 %   | 25                    | 4                      |
| 1983 | 11,1 %   | 23                    | 5                      |
| 1979 | 11,6 %   | 23                    | 5                      |
| 1975 | 9,9 %    | 21                    | 5                      |
| 1971 | 11,1 %   | 23                    | 5                      |
| 1967 | 11,0 %   | 21                    | 3                      |
| 1963 | 11,4 %   | 22                    | 4                      |
| 1959 | 11,6 %   | 23                    | 4                      |
| 1955 | 12,1 %   | 22                    | 3                      |
| 1951 | 12,6 %   | 23                    | 3                      |
| 1947 | 12,1 %   | 21                    | 4                      |
| 1943 | 11,6 %   | 22                    | 4                      |
| 1939 | (14,7) % | 22                    | 4                      |
| 1935 | 11,0 %   | 21                    | 3                      |
| 1931 | 15,3 %   | 30                    | 3                      |
| 1928 | 15,8 %   | 31                    | 3                      |
| 1925 | 15,3 %   | 30                    | 1                      |
| 1922 | 16,1 %   | 34                    | 1                      |
| 1919 | 15,3 %   | 30                    | 1                      |